# Fiodor Karin
Fiodor Jakowlewicz Karin, właśc. Todres Jankielewicz Krutianski (ros. Фёдор Яковлевич Карин (Тодрес Янкелевич Крутянский), ur. we wrześniu 1896 we wsi Susleni w guberni besarabskiej, zm. 21 sierpnia 1937 w Moskwie) – pracownik wywiadu ZSRR, komisarz korpusowy.

## Życiorys
Pracował jako referent w kancelarii adwokackiej, 1915 wyjechał do Rumunii, gdzie został aresztowany, po rewolucji lutowej wrócił do Rosji, służył w armii, uczestnik I wojny światowej. Od 1918 żołnierz Armii Czerwonej, pracował w Nadzwyczajnej Komisji Ukraińskiej SRR ds. Zaopatrzenia i w Besarabskim Biurze przy KC KP(b)U, dowodził szwadronem zwiadowców 1 Brygady Besarabskiej. Był komisarzem Wszechukraińskiej Policji Sądowej, od 1919 członek RKP(b) i  funkcjonariusz Czeki, pracownik Besarabskiej Czeki i Wydziału Specjalnego Czeki. Od 1921 pracownik Wydziału Zagranicznego (INO) Czeki/OGPU, 1922-1924 przebywał nielegalnie w Rumunii, Austrii i Bułgarii, od 1924 rezydent INO w Harbinie, oficjalnie jako pracownik generalnego konsulatu ZSRR, 1927-1933 nielegalny rezydent wywiadu ZSRR w USA, Niemczech i Francji. W maju 1934 szef INO OGPU ZSRR Artur Artuzow wymienił go jako jednego z 10 najlepszych organizatorów-wywiadowców ZSRR. Od 1934 szef Oddziału 1 INO OGPU/NKWD, od maja 1934 wraz z Artuzowem przeniesiony do dyspozycji Zarządu Wywiadowczego Armii Czerwonej, od stycznia 1935 był szefem Wydziału 2 (Wschodniego) Zarządu Wywiadowczego Armii Czerwonej, kierował przygotowaniem Richarda Sorge do wykonania misji wywiadowczej w Japonii, 1935 mianowany komisarzem korpusowym. Odznaczony dwoma Odznakami "Honorowy Funkcjonariusz Czeki/GPU".
16 maja 1937 aresztowany, 21 sierpnia 1937 skazany przez "trójkę" NKWD na śmierć i rozstrzelany. 5 maja 1956 pośmiertnie zrehabilitowany.